# Никольская, Любовь Борисовна
Любо́вь Бори́совна Нико́льская (4 (17) мая 1909, Вани, Кутаисская губерния (по другим данным — с. Ванх, «Елизаветинская» (видимо, Елизаветпольская) губерния), Российская империя — 13 февраля 1984, Свердловск, РСФСР, СССР) — советский композитор, педагог.

## Биография
Родилась в с. Вани Кутаисской губернии 17 мая 1909 года в семье профессионального виолончелиста (по другим данным, служащего). Провела детство в г. Вознесенск (ныне Украина).
В 1923 году (в 14 лет) поступила в Одесскую народную консерваторию по классу фортепиано, но из-за смерти отца прервала учёбу.
Окончила Ленинградскую консерваторию сначала как теоретик, затем как композитор (1945, кл. М. О. Штейнберга).
С 1948 года преподаватель Уральской государственной консерватории, с 1964 — доцент.
Умерла 13 февраля 1984 года в Свердловске, похоронена на Сибирском кладбище